# Bambusa salarkhanii
Bambusa salarkhanii là một loài thực vật có hoa trong họ Hòa thảo. Loài này được Alam mô tả khoa học đầu tiên năm 1996.